# ألا كيتكا
ألاكيتكا هي بحيرة متوسطة الحجم تقع في منطقة مستجمعات المياه الرئيسية كوتاجوكي. وهي تقع في كوسامو في بوهيانما الشمالية فنلندا، وهي متصلة ببحيرة أكبر وهي بحيرة يلي كيتكا مع مضيق رابننسالمي. ويمكن حسابهما معا تحت اسم كيتكاجارفيز.
‌